# 竹田津実
竹田津 実（たけたづ みのる、1937年 - ）は、日本の随筆家・写真家・獣医師。大分県東国東郡竹田津町出身。大学卒業後、1991年まで獣医師として北海道の家畜診療所に勤務。キタキツネなどの野生動物の観察、撮影、治療、リハビリなどにも取り組む。写真集、随筆、児童書などの多数の著作がある。

## 経歴
幼い頃の夢は動物園の園長になることであった。このことが獣医学を専攻する切っ掛けとなる。大学入学直後に動物園の園長になることが難しいことがわかり、園長になることを諦める。大学時代は、カナダのアルバータ州で獣医をすることを希望していたが断念。大学卒業後は、北海道の知床の野生動物に憧れて、斜里町への就職をもとめたがかなえられず、隣の町である斜里郡小清水町の家畜診療所に獣医師として勤務し、家畜の診療に携わる。1960年代になると家畜の産業動物化が進んでおり、機械のように見なされる家畜の現状に疑問を感じ、野生動物の診療に関わるようになる。診療所で働きながらキタキツネなどの野生動物の観察と撮影を始め、自宅では負傷した哺乳類や鳥類の野生動物の保護及び治療、リハビリを行い、治癒した動物の野生復帰に力を尽す。キタキツネの生態研究は生涯を通じた活動である。53歳のときに「物書きとして生きてゆきたい」（竹田津実）という理由で診療所を退職する。
土壌菌を利用した畜産排水の浄化にとりくみ、北海道自然学研究会を組織した。

## 略歴
- 1937年 - 大分県竹田津町（現国東市）生まれ[4]。
- 高校卒業後就職し、その後体調を崩し退職[1]。
- 1963年 - 岐阜大学農学部獣医学科卒業[6][7]。
- 1963年12月[2] - 北海道斜里郡「小清水町農業共済組合家畜診療所」の獣医師となる[3]。
- 1966年 - キタキツネの生態調査を開始[6]。
- 1970年 - 小清水町農業共済組合家畜診療所の所長となる[7]。
- 1972年 - 負傷した野生動物の保護及び治療、リハビリなどの活動を開始[6]。
- 1974年 - 高橋健とともにドキュメンタリー映画「キタキツネ物語」の企画を開始[8]。初の著書『キタキツネ北辺の原野を駆ける』（平凡社）刊行。
- 1977年 - 動物愛護に関する書籍についてレディ・ガスコイン賞受賞[7]。
- 1978年 - 「企画・動物監督」を担当した、ドキュメンタリー映画「キタキツネ物語」が上映。
- 1979年 - ナショナルトラスト「オホーツクの村」建設運動に参加[9]。
- 1983年 - テレビ番組「オジロワシ」監督[9]。
- 1985年 時点 - 小清水町農業共済組合家畜診療所所長を務める[3]。
- 1986年 - イギリス・ブリストル Wild Screen’86において、監督作品「Leads of Hokkaido」で審査員特別賞を受賞[9]。
- 1988年 - 写真活動に関して東川賞（特別賞）受賞[7]。合併により、斜網地区農業共済組合家畜部次長となる[9]。
- 1991年 - 執筆活動に専心するために[4]診療所を退職[6]。
- 1992年 - 小清水町文化賞を受賞[9]。
- 1997年 - エッセイ『森の王国―自然がぼくにくれたもの』で北の児童文化賞を受賞[9]。
- 1998年 - エッセイ『家族になったスズメのチュン』で産経児童出版文化賞受賞[9]。
- 2004年 - 北海道上川郡東川町に転居[4]。
- 2007年 - 著書『オホーツクの十二か月―森の獣医のナチュラリスト日記』で第54回産経児童出版文化賞JR賞、第2回福田清人賞（児童文芸ノンフィクション賞）受賞。
- 2008年 - 北海道文化賞を受賞。
- 2010年 - 地域文化功労者文部科学大臣表彰を受けた[10]。
- 2013年 - 北海道新聞文化賞を受賞。公開35周年記念と銘打って『キタキツネ物語』リニューアル版が上映される。
- 2017年 - 映画「写真甲子園　0.5秒の夏」(BS-TBS)に審査員役で出演。著書『アフリカ いのちの旅の物語』で、第24回旅の文化賞を受賞。

## 著書

### 写真集
- アフリカ = AFRICA : いのちの旅の物語 : 竹田津実写真集 竹田津実 著 平凡社 2013
- えぞ王国 : 写真北海道動物記 竹田津実 著 新潮社 2004
- 野生動物診療所 : 写真記 : 森の獣医さんの動物日記 竹田津実 著 偕成社 2004
- 『野生からの伝言』集英社、2003年1月。ISBN 978-4087746372。
- 北海道動物記 竹田津実 著 平凡社 1996 (平凡社ライブラリー)
- 北海道野鳥記 竹田津実 著 平凡社 1995 (平凡社ライブラリー)
- 自分の足をかじるキタキツネ : 獣医の原野ノートから 竹田津実 著 朝日新聞社 1995
- 『キタキツネ物語 : 写真集』平凡社、1995年9月。ISBN 978-4582529401。
- 『Foxy - キタキツネの四季』小学館〈TOUCH BOOKS〉、1995年5月。ISBN 978-4093941129。
- 北の大地から 竹田津実 写真・文 恒文社 1993
- 『キタキツネ』小学館〈小学館こども文庫・科学シリーズ (18)〉、1984年1月。ISBN 978-4091150684。
- ひぐれみち 竹田津実 文・写真 世界文化社 1983
- キタキツネの詩 竹田津実 文と写真 サンリオ 1977
- キタキツネ北辺の原野を駆ける 竹田津実 [撮影] 平凡社 1974

### 随筆
- 恋文 : ぼくときつねの物語 竹田津実 著 アリス館 2016
- キタキツネの十二か月 : わたしのキツネ学・半世紀の足跡 竹田津実 著 福音館書店 2013
- 『タヌキのひとり - 森の獣医さんの診療所便り』新潮社〈とんぼの本〉、2007年3月。ISBN 978-4106021558。
- 『オホーツクの十二か月―森の獣医のナチュラリスト日記』福音館書店、2006年3月。ISBN 978-4834021936。
- 野生からの伝言 竹田津実 著 集英社 2003
- タヌキは先生・キツネは神様 竹田津実 [著] 学習研究社 2001 (学研M文庫)
- 『食べられるシマウマの正義 食べるライオンの正義 - 森の獣医さんのアフリカ日記』新潮社、2001年6月。ISBN 978-4104473014。
- 今日は狐日和 : 83匹のキタキツネ物語 竹田津実 著 北海道新聞社 1998
- 『自分の足をかじるキタキツネ - 獣医の原野ノートから』朝日新聞社。ISBN 978-4022568649。
- エゾシロチョウ : オホーツクの丘の群舞 竹田津実 著 北海道新聞社 1994
- 野性は生きる力 : アニマル・ドクター動物記 竹田津実 著 草土文化 1993
- チロンヌップの詩 竹田津実 著 平凡社 1986
- キタキツネ飼育日記 続 竹田津実 著 平凡社 1984
- のんべえ獣医の動物記 竹田津実 著 平凡社 1984
- キタキツネ飼育日記 竹田津実 著 平凡社 1982 のちちくま文庫
- 跳べキタキツネ 竹田津実 著 平凡社 1978

### 児童書
- エゾリス 竹田津実 文|写真 アリス館 2015 (北国からの動物記 ; 8)
- タヌキ 竹田津実 文|写真 アリス館 2014 (北国からの動物記 ; 7)
- クロテン 竹田津実 文|写真 アリス館 2012 (北国からの動物記 ; 6)
- オジロワシ 竹田津実 文|写真 アリス館 2012 (北国からの動物記 ; 5)
- エゾシカ 竹田津実 文/写真 アリス館 2010 (北国からの動物記 ; 4)
- 『シマリス』アリス館〈北国からの動物記〉、2009年11月。ISBN 978-4752004585。
- 『キツネ』アリス館〈北国からの動物記〉、2008年9月。ISBN 978-4752004103。
- 『ハクチョウ』アリス館〈北国からの動物記〉、2007年2月。ISBN 978-4752003632。
- キタキツネ観察事典 竹田津実 文・写真 偕成社 2006 (自然の観察事典 ; 35)
- 『写真記 野生動物診療所』偕成社〈森の獣医さんの動物日記〉、2004年1月11日。ISBN 978-4035071808。
- 『子ぎつねヘレンがのこしたもの』（初版）偕成社〈森の獣医さんの動物日記 (2)〉、1999年5月 1刷 エラー: 日付が正しく記入されていません。（説明）。ISBN 978-4035071709。  のち偕成社文庫
- 『家族になったスズメのチュン』偕成社〈森の獣医さんの動物日記〉、1997年9月。ISBN 978-4035071600。 のち偕成社文庫
- 『森の王国 - 自然がぼくにくれたもの』偕成社、1996年1月。ISBN 978-4036348404。
- 『ゆかいな牧場』（初版）平凡社〈ジュニア写真動物記 (30)〉、1985年11月15日 第1刷発行 エラー: 日付が正しく記入されていません。（説明）。ISBN 978-4582541304。
- 『森のお医者さん』国土社〈シリーズ〉。
- うんちとおしっこのひみつ 竹田津実 写真・文 国土社 1994 (森のお医者さん ; 第7巻)
- おっぱい、ふしぎいっぱい 竹田津実 写真・文 国土社 1993 (森のお医者さん ; 第6巻)
- シマリスはたねまきじょうず 竹田津実 作・写真 国土社 1993 (森のお医者さん ; 第5巻)
- ヒトになったエゾシカ 竹田津実 作・写真 国土社 1992 (森のお医者さん ; 第4巻)
- タヌキのおんがえし 竹田津実 作・写真 国土社 1992 (森のお医者さん ; 第3巻)
- カワセミは勉強ぎらい 竹田津実 作・写真 国土社 1991 (森のお医者さん ; 第2巻)
- 子ネコはかんごふさん 竹田津実 作・写真 国土社 1991 (森のお医者さん ; 第1巻)
- ゆかいな牧場 : ウサギぶつかれ木の根っこ 竹田津実 著 平凡社 1985 (ジュニア写真動物記)
- キタキツネ日記 続 (センのアルバム) 竹田津実 著 平凡社 1984 (ジュニア写真動物記)
- キタキツネの家族 : 3つの巣あなの物語 竹田津実 著 平凡社 1983 (ジュニア写真動物記)
- キタキツネの子ども : 遊びはぼくらのしごとだ 竹田津実 著 平凡社 1983 (ジュニア写真動物記)
- キタキツネ日記 : わが家にキツネがやってきた 竹田津実 著 平凡社 1983 (ジュニア写真動物記)

### 絵本
- キタキツネのおかあさん たくさんのふしぎ 2010年7月号 竹田津 実 文・写真 福音館書店
  - キタキツネのおかあさん = MOTHER RED FOX AND THE WHOLE FAMILY 竹田津実 文・写真 福音館書店 2013 (たくさんのふしぎ傑作集)
- 消えたエゾシロチョウ たくさんのふしぎ 2007年3月号 竹田津 実 文・写真 福音館書店

### 共著
- わが家は、野生動物診療所 (月刊 たくさんのふしぎ 2013年 04月号) 竹田津実 (著), あかしのぶこ (イラスト) 福音館書店  2013
- キタキツネのおとうさん たくさんのふしぎ 2009年4月号 竹田津 実 文 / あべ 弘士 絵 福音館書店 
  - キタキツネのおとうさん = FATHER RED FOX AND THE CUBS 竹田津実 文,あべ弘士 絵 福音館書店 2013 (たくさんのふしぎ傑作集)
- 『どうぶつさいばん タンチョウは悪代官か？』偕成社、2006年4月。ISBN 978-4033313702。　あべ弘士 絵
- 『どうぶつさいばん ライオンのしごと』偕成社、2004年8月。ISBN 978-4033313603。 あべ弘士 絵
- からすの学校 : ほか 川田健 [ほか]著,藪内正幸 [ほか]挿画,竹田津実, 佐藤有恒 写真 光村図書出版 2002 (光村ライブラリー ; 第5巻)
- バルーンで飛んだピーコのゆめ 竹田津実 作,峰村りょうじ 画 学習研究社 1993 (学研の新・創作シリーズ)
- 美しい四季 大岡信 選,竹田津実 写真 評論社 1990 (評論社の児童図書館・絵本の部屋)
- コミック版・シートン動物記 6 E.T.シートン原作 名犬ビンゴ・おばかさん犬のビリー / 神田浩好 シナリオ 竹田津実 動物解説 下栃棚正之 漫画 集英社 1989.12
- 北国の動物たち (The series:nature photo book)  行田哲夫写真, 竹田津実文　新峰社  1983
- 北海道の鳥 竹田津実, 小川巌 著 北海道大学図書刊行会 1981
- キタキツネの原野をいく 高橋健 文,竹田津実 写真 講談社 1981 (自然観察ものがたり ; 10)
- こっちゃんときたきつね 竹田津実 しゃしん,たかはし・けん ぶん ポプラ社 1977 (ポプラ社しゃしんえほん)

## 論文
- 国立情報学研究所収録論文 国立情報学研究所

## 映画
2006年3月18日に映画『子ぎつねヘレン』が公開された。原作は『子ぎつねヘレンがのこしたもの』（1999年）。
- 配給 - 松竹[11]。
- 製作 - 松竹、テレビ東京など[11]。
- 監督 - 河野圭太[11]
- 脚本 - 今井雅子[11]
- 出演 - 大沢たかお、松雪泰子、深澤嵐、吉田日出子、藤村俊二[11]

## テレビ
2010年3月1日にNHK BSでワイルドライフ 動物カメラマン 免許皆伝!シリーズ『四季 北の大地 カラマツ林にリスを追う』がオンエアされた。これはプロの動物カメラマンに弟子入りし、撮影技術を学ぶシリーズの第2弾となる。なお、2010年8月「ワイルドライフ」集中アンコール放送として、8月11日(水)に再放送された。
- 製作 - NHK（NHK北海道）
- 出演 - 竹田津実（師匠）、宍戸開（弟子）[12]